# Ormosia amicorum
Ormosia amicorum är en tvåvingeart som beskrevs av Evgenyi Nikolayevich Savchenko och Tomov 1975. Ormosia amicorum ingår i släktet Ormosia och familjen småharkrankar.
Artens utbredningsområde är Bulgarien. Inga underarter finns listade i Catalogue of Life.